# Ava Lazar
Ava Lazar est une actrice américaine d'origine hongroise, née à Düsseldorf en 1955, qui a grandi aux États-Unis.

## Biographie
En 1978, elle commence sa carrière comme modèle en posant pour la couverture du magazine Playgirl avec l'acteur Hiram Keller, et d'actrice par des rôles de guest stars dans L'Île fantastique la même année. En 1979, elle a un rôle dans la série Pour l'amour du risque, et une figuration dans Rocky 2 : La Revanche (deux scènes où elle pose comme mannequin aux côtés de Sylvester Stallone). Elle a un rôle d'hôtesse de casino dans Chips.
Elle enchaîne divers films: Scarface, deux scènes au babylone club comme danseuse en 1983 ; Nightshift dans lequel son physique plantureux lui vaut un second rôle de prostituée ; Ça chauffe au lycée Ridgemont qui la met en scène en playmate au bras de Sean Penn en 1982 ; Dans l'enfer de Java en 1988, avec un rôle principal de garce vénale ; Forever Young en 1992 qui la voit donner la réplique en serveuse à Mel Gibson ; Nature of the beast, un thriller de 1995 dans lequel elle apparaît en pompiste déjantée épouse d'un nain trafiquant de reptiles, face à Eric Roberts, un film qu'elle a produit avec son mari John Tarnoff. Enfin, elle a en 2000 le rôle principal dans Mic and the Claw, une autre coproduction de sa part, film indépendant sur un musicien de hard rock inspiré d'Alice Cooper.
Elle a de plus joué en guest star dans plusieurs séries des années 1980 : deux épisodes de Dynastie en 1981 et 1982, dans un rôle de rivale d'Heather Locklear, deux épisodes de Riptide en 1985 et 1986 ; Mike Hammer en 1983, dans le téléfilm pilote de la série, dont elle assure la scène d'ouverture dans le rôle de Janice, assassinée au volant de sa voiture. Elle apparaît aussi dans l'Agence tous risques en favorite d'un prince arabe, et dans L'Homme qui tombe à pic en 1986. Elle ouvre la série La Belle et la Bête en 1987, avec un personnage de call-girl défigurée.
Quelques téléfilms complètent ses rôles : journaliste dans The Preppie Murder en 1989 ; chandelière victime d'un tueur en série dans L'assassin aux fonds des bois en 1992.
Son rôle le plus connu demeure celui de Santana dans Santa Barbara, qu'elle crée en 1984, et qui sera repris par trois actrices ensuite, vu le succès de ce soap opera jusqu'en 1993. Le personnage de Santana, superbe décoratrice mexicaine en lutte pour retrouver son fils adopté à la naissance afin d'étouffer le scandale dans une riche famille californienne, est le premier à mettre en vedette un rôle de latino, avec celui de Cruz (interprété par A. Martinez) dans l'histoire des séries télévisées américaines.
Mariée à John Tarnoff, dirigeant chez Dreamworks, Ava Lazar a une fille avec ce dernier.